# 爪哇蕗蕨
爪哇蕗蕨（学名：Hymenophyllum javanicum）为膜蕨科膜蕨属下的一个种。

## 扩展阅读
- 維基物種上的相關：爪哇蕗蕨